# 李過
李過（？—1649年），後改名李錦，降南明后被隆武帝赐名李赤心，生于陝西米脂雙泉里李繼遷寨，明末农民军领袖闖王李自成的侄子，大順政权第三任领袖（未称帝），後受封南明兴国公。
大顺政权建立后，封亳县侯。李自成自北京撤退，命李過守延安。李自成死後，李過領其軍，永昌二年（1645年）以二十萬兵逼常德。永昌三年（1646年），在大順第二任皇帝李自敬被清朝杀死后，李过被推举为大顺军首领（但未稱帝）。不久後歸順南明並去大顺国号（但仍用永昌年号），与何腾蛟联合抗清。隆武帝授其为总兵、龙虎将军，封兴国侯，统御营前部左军，号其营为“忠贞营”，归堵胤锡监督，守荊州，並获赐名李赤心，母高氏封贞义一品夫人。永历初年，晋封兴国公。永曆三年（1649年），病死於廣西慶遠（今廣西宜山）。
有义子李来亨。